# María Remedios del Valle
María Remedios del Valle (Buenos Aires, entre 1766–68 —  Buenos Aires, entre 28 de outubro e 8 de novembro de 1847) foi uma soldado afro-argentina que participou da Guerra da Independência da Argentina. Foi uma das chamadas "filhas de Ayohúma", aquelas que assistiram o derrotado exército de Manuel Belgrano na Batalha de Ayohúma. Prestou primeiros socorros nas Invasões Britânicas e depois da Revolução de Maio acompanhou como auxiliar e combatente no Exército do Norte durante toda a guerra da independência o que lhe valeu os títulos de "capitã" e "mãe da pátria" (Madre de la Patria) e no final dos seus dias, o posto de sargento-mor do Exército.

## Biografia
Del Valle nasceu em Buenos Aires e foi listada pelo exército como "parda", um termo aplicado a descendentes de escravos africanos. Durante a segunda invasão inglesa ao Rio da Prata, María Remedios del Valle auxiliou o Terço de Andaluzes, uma das milícias que defenderam com êxito a cidade. De acordo com o seu comandante, "Durante a campanha do quartel, ela guardou as mochilas para aliviar sua marcha até os Currais de Miserere
Dada a revolução de 25 de maio de 1810 e organizada a primeira expedição de primeiros socorros ao Alto Peru, hoje Bolívia, conformando o que mais tarde se denominaria Exército do Norte, em 6 de julho de 1810, María Remedios del Valle se juntou à marça da 6ª Companhia de artilharia volante do Regimento de Artilharia da Pátria comandada pelo capitão Bernardo Joaquín de Anzoátegui, acompanhando seu marido e dois filhos (um adotado), que não sobreviveram à campanha. Inicialmente, del Valle estava entre as rabonas, assim chamadas as seguidoras de acampamento, que eram recrutadas entre os pobres das áreas urbanas e os camponeses da zona rural para seguir as tropas e fornecer serviços de cozinha e enfermagem, carregar armas e munições e reunir informações que pudessem ajudar os militares.
O exército chegou em dezembro de 1810 em Potosí. A participação de del Valle nas batalhas de Guaqui (20 de junho de 1811) e a retirada subsequente do exército a Jujuy, o êxodo de Jujuy (23 de agosto de 1812), as vitórias em Tucumán (24 de setembro de 1812) e Salta (20 de fevereiro de 1813) e as derrotas em Vilcapugio (1 de outubro de 1813) e Ayohúma (14 de novembro de 1813) foram todas registradas. Antes da Batalha de Tucumán, ela pediu permissão ao General Manuel Belgrano para cuidar das tropas que haviam caído na linha de frente. Belgrano negou permissão, alegando que as mulheres não eram adequadas para a linha de frente. Ignorando sua ordem, del Valle prosseguiu com seu plano e mais tarde foi agraciada por Belgrano com o posto de capitã do exército. Durante a Batalha de Ayohúma, del Valle foi ferida com um tiro e levada como prisoneira pelas forças espanholas. Durante o seu tempo no cativeiro, ajudou vários prisoneiros a fugir e foi sentenciada ao açoitamento público por nove dias consecutivos. Conseguiu escapar e retornar ao exército para prestar socorros aos feridos no campo de batalha, permanecendo até o final do conflito.
Depois da guerra e já idosa, del Valle retornou à cidade de Buenos Aires, onde se viu obrigada a mendigar. O escritor, historiador e jurisconsulto Carlos Ibarguren (1877–1956), quem a resgatou do esquecimento, relata que vivia em um rancho na região das propriedades rurais nos arredores da cidade e frequentava os átrios das igrejas de São Francisco, Santo Domingo e Santo Inácio, assim como a Praça da Vitória (hoje Praça de Maio), oferecendo pastéis e bolos fritos, ou mendigando, o que, junto com as sobras que recebia dos conventos, lhe permitia sobreviver. Ela se chamava "Capitã" e costumava mostrar as cicatrizes em seus braços e relatar que as havia recebido na Guerra da Independência, apenas fazendo com que aqueles que a ouviam pensassem que ela era louca ou senil.
Não satisfeita com seu destino, em 23 de outubro de 1826, iniciou um processo solicitando que recebesse 6.000 pesos "para acabar com sua vida cansada" em compensação por seus serviços ao país e pela perda de seu marido e filhos. (O salário máximo no país era o do governador, de 7.992 pesos por ano.) Em 24 de março de 1827, o ministro da defesa, Francisco Fernández de la Cruz, rejeitou o pedido, recomendando dirigir-lo à legislatura provincial, já que não estava "nas faculdades do governo conceder qualquer graça que fosse função do Tesouro".
Em agosto de 1827, enquanto del Valle ― de 60 anos ― mendigava na praça da Recova, o general Juan José Viamonte ― então deputado na Junta de Representantes da Província de Buenos Aires em representação dos pagamentos de impostos de Ensenada, Quilmes e Magdalena ― a reconheceu. Após perguntar seu nome, ele exclamou: "Você é a Capitã, aquela que nos acompanhou até o Alto Peru, é uma heroína!". Del Valle lhe contou então quantas vezes bateu à porta de sua casa procurando ajuda, mas sua equipe sempre lhe espantou pensando ser uma pedinte. Viamonte solicitou ao legislativo que lhe proporcionasse uma pensão. Com o apoio de outros generais, como Anzoátegui, que era então capitão; General Eustoquio Díaz Vélez, que testemunhou que ela serviu como guerrilheira, bem como prestadora de socorros aos feridos; e o Coronel Hipólito Videla, que confirmou que del Valle havia sido ferida e aprisionada em Ayohúma. Um exame no corpo de del Valle confirmou que ela tinha seis cicatrizes, evidenciando que ela havia sido ferida por balas e espadas.
Tomás de Anchorena, membro do legislativo, também apresentou um processo em sua defesa e lhe foi concedido um salário para o posto de capitã da infantaria. Em 28 de julho de 1828 o arquivo foi passado para o Escritório Geral de Contabilidade e em 21 de novembro de 1829, Del Valle foi promovida a sargento-mor da cavalaria. Em 29 de janeiro de 1830, foi incluída no Estado-Maior do Corpo de Inválidos com o salário integral de sua classe. Entre janeiro e abril de 1832 e entre 16 de abril de 1833 e 16 de abril de 1835 apareceu em listas com duplo salário. Posteriormente em 16 de abril de 1835 foi destinada por decreto de Juan Manuel de Rosas (que em 7 de março de 1835 havia assumido seu segundo mandato como governador de Buenos Aires) ao estado-maior ativo com seu posto de sargento-mor, aumentando sua pensão de 30 pesos em 600%. Continuou recebendo uma pensão até falecer em 1847, sendo registrada na lista de pensões desde 1836 como María Remedios Rosas (talvez por gratidão ao governador que lhe tirou da miséria). Na lista de 28 de outubro de 1847 aparece seu último recibo, de uma pensão de 216 pesos.

## Morte e legado
Uma nota datada de 8 de novembro de 1847 nos arquivos de pensões dos arquivos militares indica que Rosas havia morrido. Ela apareceu pela primeira vez em um livro de história na Argentina no início dos anos 1930, quando Carlos Ibarguren publicou sua história e em 1944, por iniciativa de Octavio Sergio Pico ― presidente do Conselho Nacional de Educação durante o governo de Agustín Pedro Justo ―, uma rua na cidade Buenos Aires leva o seu nome. Também uma escola de Buenos Aires leva o nome Capitana María Remedios del Valle em sua homenagem.
No entanto, del Valle foi em grande parte esquecida até ao início do século XXI, quando os afro-argentinos, ativistas e intelectuais começaram a incluir a história de pessoas que foram deixadas de fora da historiografia do país por causa da discriminação deliberada pautada em gênero e raça; ela agora é amplamente reconhecida por suas contribuições e numerosas publicações têm recontado sua história.
No dia 26 de maio de 2010, em uma sessão da Câmara de Deputados em homenagem ao Bicentenário da Argentina, as deputadas Cecilia Merchán e Victoria Donda apresentaram um projeto de lei para construir um monumento em sua homenagem. E desde 2013, o dia 8 de novembro é como o Dia Nacional dos Afro-Argentinos e da Cultura Africana.
Em maio de 2024 foi lançada a nota de dez mil pesos que retrata Maria Remedios junto ao general Belgrano  .